# Ammersee-Lech
Ammersee-Lech ist eine innerhalb Bayerns landespolitisch geförderte Kennzeichnung der vier Gemeinden Dießen am Ammersee, Schondorf am Ammersee, Utting am Ammersee, Buchloe und der Stadt Landsberg am Lech als Tourismusregion, die von dem gleichnamigen Tourismusverband mit eigener Webpräsenz beworben wird. Eine solche Kennzeichnung einzelner oder mehrerer Kommunen als Tourismusregion wird im Rahmen des Landesentwicklungsprogramms Bayern (LEP) seit 2006 vom Bayerischen Landesamt für Statistik auf der Karte „Tourismusregionen* in Bayern“ vorgenommen.